# حكومة نيوزيلندا الليبرالية
كانت الحكومة الليبرالية في نيوزيلندا أول حكومة مسؤولة في السياسة النيوزيلندية نُظمت على أسس حزبية. تشكلت الحكومة بعد تأسيس الحزب الليبرالي وتولت السلطة في 24 يناير 1891، وحكمت نيوزيلندا لأكثر من 21 عامًا حتى 10 يوليو 1912. وهي حتى الآن الحكومة الأطول بقاءً في تاريخ نيوزيلندا. برزت الحكومة تاريخيًا من خلال دورها في إحداث تغييرات اجتماعية واقتصادية كبيرة، مثل قانون المعاشات التقاعدية واقتراع المرأة. ووصف أحد المؤرخين سياسات الحكومة بأنها «ثورة في العلاقة بين الحكومة والشعب».

## السياسات البارزة

### في الاقتصاد
- أصدرت الحكومة قانون المصالحة والتحكيم الصناعي في عام 1894. أنشأ هذا القانون نظامًا للتوفيق والتحكيم الإلزامي بهدف تزويد النقابات بوسائل حماية أعضائها. وشجع نمو النقابات عن طريق حصر تمثيل العمال في محكمة التحكيم على النقابات المسجلة.
- أُدخل تشريع لحماية الفئات الضعيفة، مثل العاملين في استخراج الصمغ، وعمال المناجم، وعمال المتاجر، وجزاري الصوف، والخدم.[2]
- أنشئت وزارة العمل (1891) لضمان الالتزام بتحسين ظروف العمل من خلال تفتيش حظائر جز الصوف والمحلات التجارية والمصانع، ولتفحص ظروف العمل عمومًا. ساعدت الوزارة الجديدة على الحد من البطالة من خلال نقل العمال إلى أماكن العمل، وساعدت أكثر من 90,000 رجل وعائلاتهم على تأمين دخل أسري خلال العقد اللاحق.[3]
- تنظيم ساعات العمل وظروف العمل في المصانع تنظيمًا صارمًا، وإخراج الأطفال من المصانع. حدد قانون المصانع في عام 1891 التعريف القانوني للمصنع. واشترط قانون المصانع في عام 1894 تسجيل المصانع وتفتيشها، ووضع حدًا أقصى لساعات العمل للنساء والشباب، ومنع من تقل أعمارهم عن 14 عامًا من العمل في المصانع. وبحلول عام 1896، سُجل 4600 مصنعًا بلغ عدد العاملين فيها 31000 عاملًا، إضافةً إلى تسجيل 7000 عاملًا في المتاجر لدى وزارة العمل.[4]
- عالج قانون العاملين في المتاجر لعام 1892 موضوعي النظافة والتفتيش. أدخل أيضًا عطلة جزئية إلزامية للعاملين في متاجر البيع بالتجزئة.
- صُمم قانون حماية الأجور (1898) لحماية حزم أجور العمال من الخصومات التعسفية من جانب أصحاب العمل.
- زود قانون التأمين ضد الحوادث في نيوزيلندا (1899) مفوض التأمين على الحياة بصلاحيات التأمين على الأشخاص ضد الحوادث، ويمكن أن يؤمن أيضًا على أصحاب العمل من المسؤولية عن الحوادث التي تقع على أي من موظفيهم.
- حدد قانون الملاحة والبحارة (1894) الحد الأدنى للأطقم وشروط السلامة للنقل البحري.
- وسعت الخدمات العامة بشكل كبير بين عامي 1891 و1911. وبحلول عام 1912، كان أكثر من 40,000 شخص على جداول رواتب الدولة، مقارنة بنحو 10,000 في عام 1890.
- أسس قانون مناجم الفحم (1901) مناجم حكومية لمنافسة المناجم الخاصة. [5]
- زاد قانون فرق الحرائق (1906) من الإعانات المقدمة لفرق الإطفاء التطوعية.
- دُعمت مشاريع الأشغال العامة مثل بناء الطرق، التي ساعدت على الحد من البطالة.
- أَدخل قانون ضرائب الأراضي والدخل ضرائب مباشرة وضريبة أراضي متدرجة. وألغى ضريبة الممتلكات السابقة الجائرة.
- حدث توسع صناعي كبير في قطاعات مثل تجارة المعادن، والطباعة، وصناعة الملابس والصناعات التحويلية، وفي قطاعات جديدة مثل الإمداد الكهربائي، والجبس الليفي، ووضع علامات الأسلاك.
- أنشئ مكتب حكومي للتأمين ضد الحرائق وأنشئت مناجم فحم حكومية مزودة بمستودعات بيع خاصة بها.
- أجبر قانون الشاحنات (1891) جميع أصحاب العمل على الدفع نقدًا عوضًا عن تقديم البضائع.
- أذن قانون مناجم الفحم (1891) للحكومة بشراء منجمين على الساحل الغربي.
- مكن التعديل على قانون مسؤوليات أصحاب العمل العمال من تلقي التعويضات عن الإصابات التي تعرضوا لها إما بسبب استخدام معدات معيبة أو بسبب إهمال صاحب العمل، ومُنعت أي ترتيبات تسمح للعامل بعدم المطالبة بأية تعويضات.
- حمى قانون عقود الوكلاء والعمال حقوق العمال والوكلاء في أجورهم بعد إنجاز عملهم.
- حُددت 48 ساعة في الأسبوع لتكون فترة العمل الأسبوعية للعمال الرجال في المصانع وفق القانون (1901).
- اقتصرت مدة عمل النساء والشباب الأسبوعية على 45 ساعة (1901).
- صدر قانون متعلق بالملاحة والبحارة، لتحسين سلامة العاملين على متن السفن، وينص على ضرورة وجود ضباط مهرة محددين ورعاية البحارة الذين يمرضون.
- وسع قانون تعويض العمال عن الحوادث (1900) نطاق مسؤولية أصحاب العمل عن الحوادث ليشمل «جميع الإصابات الناتجة عن العمل التي حدثت خلاله».
- أنشئ فرع للحوادث في وزارة التأمين (1901) لتوفير تسهيلات التأمين لأصحاب العمل من مخاطر الإصابة. وبموجب هذا القانون، صُنفت بعض الأمراض على أنها حوادث (مثل التسمم بالزئبق، والتسمم بالرصاص، والإصابة بالجمرة الخبيثة)، فأصبحت الإصابة المتعلقة بعمل الشخص «معترف بها باعتبارها تهمة صحيحة للقطاع».[6]
- نص قانون أجور العمال على دفع أجور العمال اليدويين على الأقل أسبوعيًا، مع تعزيز حماية مدفوعات الأجور المستحقة بموجب العقود.
- استُحدثت تعويضات عن الإصابات المتعلقة بالعمل.
- نص قانون الملاحة والبحارة المعدل على نسبة البحارة المدربين الموجودين على متن سفينة.
- فرض قانون المتاجر والعاملين فيها عطلة نهاية الأسبوع.
- وضع قانون المصانع حدًا أقصى لساعات العمل للنساء والأطفال، ومنع عمل الأطفال دون الرابعة عشرة.
- نص قانون المصانع (1894) على تسجيل المصانع وتفتيشها ونظم عمل النساء والأطفال بشكل دقيق.
- رُعيت خطة تسمح للعاطلين عن العمل بتنظيف الأراضي واستثمارها بعقود إيجار.
- أنشئ مكتب لتوظيف المرأة (1895).
- نالت الحكومة بحق إعادة شراء الأراضي الخاصة لأغراض التنمية.
- أنشئ مكتب للصناعات (1891) للمساعدة في تأمين الوظائف للناس. وزود المكتب النيوزيلنديين الذكور بوظائف في مجال الإغاثة الخاصة، وسمح بنقل العاطلين عن العمل عبر السكك الحديدية بشكل مجاني لتمكينهم من الذهاب إلى المناطق التي تتوفر فيها فرص العمل.
- جُعل يوم العمال عطلة رسمية (1899).[7]
- سُن  تشريع «لتسهيل ومراقبة التأمين ضد الحوادث الصناعية».
- استُحدث قانون الأمانات التجارية (1910) لمنع الاحتكار.
- فرض قانون تفتيش السقالات 1906 تقديم الإخطار عند وجود نية لإشادة أي بنية أو هيكل أطول من 16 قدمًا (4.9 مترًا تقريبًا)، أو أي منصة متأرجحة، «لدعم العاملين في البناء». ونص التشريع على تعيين المفتشين المخولين بالدخول والتفتيش، وسمح بوضع لوائح توضح الحد الأدنى من متطلبات السلامة اللازمة.